# Замостя (Зміївський район)
Замо́стя — колишнє село в Зміївському районі Харківської області, увійшло у межі міста Зміїв. До 1923 року центр Замостянської волості Зміївського повіту.

## Історія
У 1657 році серед посадів Змієва вказано: Замостя, Звідки та Піски.
У 1793 році на кошти прихожан було побудовано дерев'яну Миколаївську церкву.
У ХІХ столітті Замостя, Звідки та Піски вважалися передмістями Змієва.
У 1857 році у Миколаївському храмі Замостя знаходилися Євангеліє та Служебник Московського друку датований 1737 роком, з написом:
|                                     | \| слободи Змієва Миколаївської церкви \| Оригінальний текст (рос.) слободы Змиева Николаевской церкви . |
| слободи Змієва Миколаївської церкви | |

Також у церкві знаходилася ікона Божої Матері з написом грецькою мовою «Χάιπε, όηι ΰπαπσειρ Βαζιλέωρ ηαθέδπα, σάιπε, οηι βαξάζειρ ηος βαξάζοςηα πάςηα». Ікона вважалася за дуже стародавню, й була іноземного походження. З обох сторін від головного зображення на іконі були написані свята.
У 1864 році Замостя було державним (казенним) селом. Розташоване на відстані одної версти від повітового міста Зміїв, та 24 версти від губернського міста Харків. У селі налічувалося 207 дворів. Населення становило мешканців: 509 чоловічої статі та 427 жіночої.
У 1867 році було відновлено дерев'яну Миколаївську на місці старої (побудованої у 1793 році).
Станом на 1897 рік у селі мешкало 1 789 осіб (916 чоловічої, та 873 жіночої статі).
У 1904 році до замостянської Миколаївської церкви відносилося прихожан: 1694 чоловічої статі та 1584 жіночої. Штат церкви налічував: священика, диякона та псаломщика. При церкві були церковно-приходська церква та земське училище.
У 1909 році було побудовано нову кам'яну церкву святого Миколая, на місці старої. Церкву побудовано на кошти прихожан, за проектом архітектора В. М. Покровського.
З 1920-х з'являється Замостянська сільська рада, яка фунціювала до припинення існування села як незалежної територіальної одиниці.
У 1927 році село Замостя налічувало 3000 мешканців. З промислових підприємств був млин з двигуном 20 к. с.
Село постраждало внаслідок геноциду українського народу, вчиненого урядом СРСР у 1932—1933 роках, кількість встановлених жертв у Змієві та Замості — 559 людей.
У 1941 році, згідно адміністративно-територіальному поділу УРСР Замостя вказано як «селище міського типу» (у 1938 році Замостя серед селищ міського типу відсутнє).
У 1947 році, Замостя знову вказано як с.м.т. серед населених пунктів УРСР.
22 грудня 1948 року Указом Президії Верховної Ради УРСР селище міського типу Зміїв переводиться до категорії міського поселення і було перейменоване на «місто Зміїв». До Зміївської міської ради приєднувалася частина території ліквідованої Замостянської селищної ради.

## Священики Миколаївської церкви
- Стефан Крижановський — священик (1899—1904 -?)[14].
  - Микола Гораін — диякон (1902—1904 -?)
  - Семен Краснопольський — псаломщик (1903—1904 -?)
  - Яків Майборода — церковний староста (1899—1904 -?)

## Також
- Перелік населених пунктів, що постраждали від Голодомору 1932-1933, Харківська область